# حادثة قطاري غوتكي
حدث تصادم قطاري غوتكي في 7 يونيو 2021 قبل الفجر، حيث تصادم قطارين بالقرب داهاركي، في مقاطعة غوتكي جنوب إقليم السند في باكستان، مما أسفر عن مقتل 65 شخصا على الأقل وإصابة نحو 150 آخرين. خرج قطار سريع عن مساره في المسار المعاكس، وتحطم قطار سريع ثانٍ لاصطدامه بالأول بعد دقيقة تقريبًا. [Lower-alpha 1] وتدمرت حوالي ستة إلى ثمانية عربات تمامًا.
هرع السكان المحليون إلى مكان الحادث لإنقاذ الناجين لكن الظلام أعاق جهود الإنقاذ. انضم الجيش الباكستاني وفرقة رينجرز الباكستانية شبه العسكرية وفريق البحث والإنقاذ الحضري والمروحيات وقطارات الإغاثة من الحوادث لاحقًا إلى جهود الإنقاذ. وصدر أمر بإجراء تحقيق رسمي لمعرفة سبب الحادث.

## خلفية

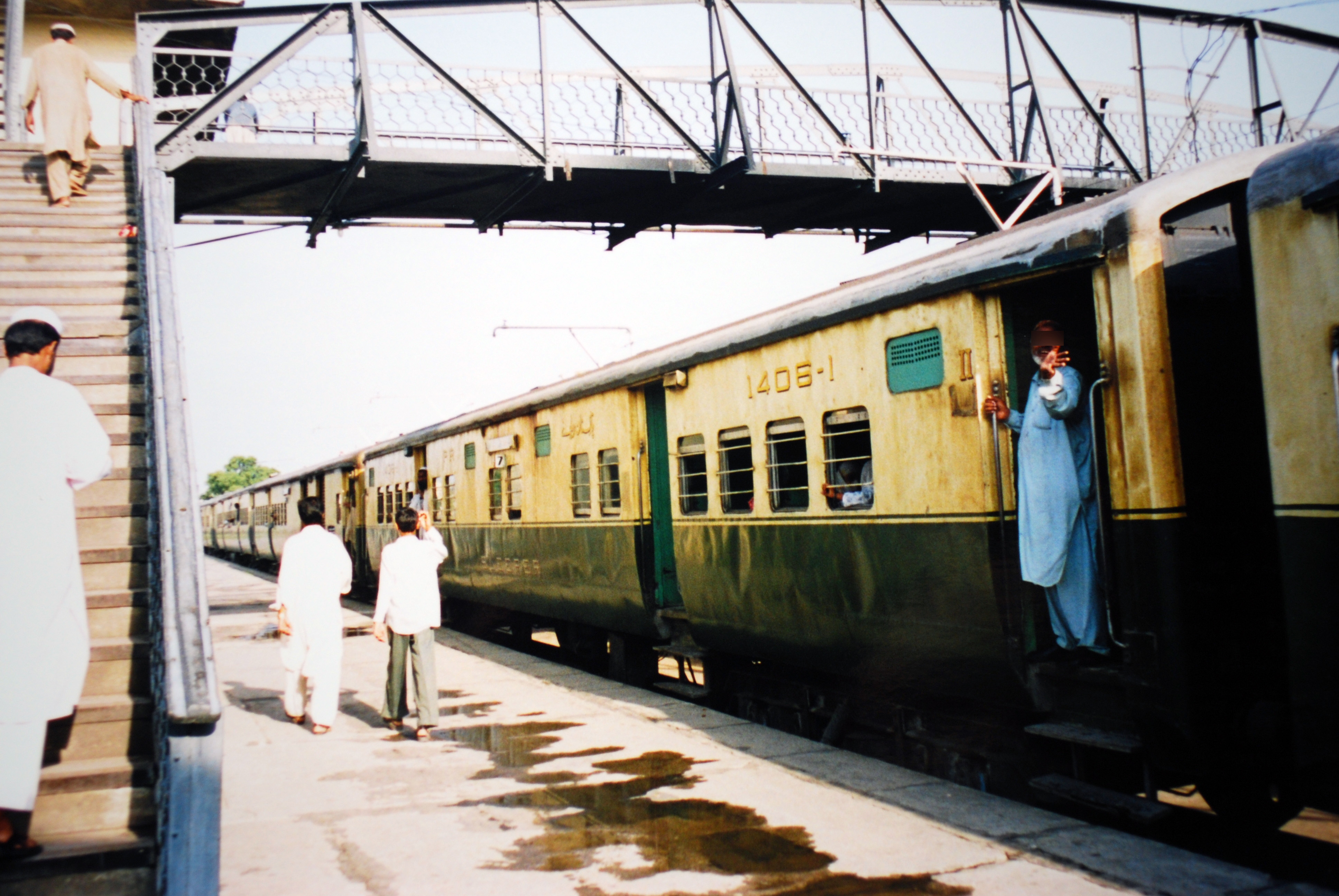
غرف النوم في مهر إكسبريس، قطار سريع مختلف للسكك الحديدية الباكستانية، في محطة روالبندي في عام 2001

كان نظام السكك الحديدية الباكستاني يعاني من مشاكل تراكمت على مدى عقود من الاضمحلال. كان نظام الإشارات الخاص بها سيئ الصيانة، وكثير من مساراته كانت في حالة سيئة. يشهد نظام السكك الحديدية حوادث متكررة بسبب الفساد وسوء الإدارة، ويؤدي نقص الاستثمار إلى تفاقم المشكلات. بالرغم من تعهد عدد من الحكومات بتطهير النظام، لم ينجح أي منها في القيام بذلك حتى الآن.
كما وعد رئيس الوزراء عمران خان بتحديث السكك الحديدية، لكن الحوادث استمرت منذ توليه منصبه في 2018، بما في ذلك حريق قطار في عام 2019 أودى بحياة أكثر من 70 شخصًا. شهد النظام القليل من الصيانة في السنوات الأخيرة، بينما ذكرت صحيفة The Express Tribune أن «حوادث القطارات المميتة... يبدو أنها زادت في وتيرتها».
ذكر حبيب الرحمن جيلاني، رئيس شركة السكك الحديدية الباكستانية، أن القضبان في موقع الحادث كانت قديمة وتحتاج إلى استبدال. صرح مسؤول سابق أن بعض قطاعات السكك الحديدية لا تزال تستخدم خطوطًا كانت قد وضعت قبل تقسيم الهند في عام 1947.
يسير قطار Millat Express يوميًا بين كراتشي بإقليم السند ولاموسا في إقليم البنجاب.

## التصادم
في يوم 7 يونيو 2021 قبل الفجر، غادر قطار ملة اكسبرس محطة Daharki، في منطقة غوتكي من الإقليم الجنوبي من السند في باكستان، الساعة 03:28 توقيت باكستان (22:28 توقيت عالمي منسق، 6 يونيو) متوجها إلى سرغودا في محافظة البنجاب. وبعد عشر دقائق، أي في الساعة 03:38، خرج القطار عن مساره بين محطتي قطار Daharki و Reti، مما أدى إلى انقلاب ثماني عربات على المسار المقابل بينما كان معظم ركاب القطار نائمين. وبعد حوالي دقيقة جاء قطار سير سيد إكسبريس في الاتجاه المعاكس، والذي غادر روالبندي متجهًا إلى كراتشي، فاصطدم بالقطار الذي خرج عن القضبان.
صرح سائق قطار Sir Syed Express أن القطار كان يسير بسرعة عادية عندما رأى قطار Millat Express الذي خرج عن مساره على القضبان. فقام بتشغيل فرامل الطوارئ، لكنه لم يتمكن من إيقاف القطار في الوقت المناسب. قال متحدث باسم السكك الحديدية الباكستانية أن قطار سير سيد إكسبريس لم يكن لديه الوقت الكافي لتجنب الاصطدام بقطار خرج عن مساره. وفقًا لإدارة السكك الحديدية الباكستانية، كان 703 ركابًا على متن ميلات إكسبريس، و 505 على متن قطار سير سيد إكسبريس.
وصرح نائب مفوض غوتكي عثمان عبد الله أن 13 أو 14 عربة خرجت عن مسارها بسبب الحادث، وأن 6 إلى 8 منها «دُمرت بالكامل».

## الإصابات
أسفر التصادم عن مقتل 65 شخصًا على الأقل وإصابة حوالي 150 آخرين. وكان من بين القتلى أربعة من موظفي السكك الحديدية. وذكر عمر طفيل، رئيس شرطة منطقة غوتكي، أن ما يصل إلى 25 شخصًا ما زالوا محاصرين تحت العربات المُدمرة.

## الاستجابة
هُرع السكان المحليون بسرعة إلى مكان الحادث أثناء الليل لمساعدة الناجين، على الرغم من أن الظلام أعاق جهودهم. ومع اقتراب ضوء النهار، كانت السلطات لا تزال تحاول إحضار آلات ثقيلة إلى مكان الحادث. جرى إنقاذ سائق قطار سير سيد السريع، الذي أصيب بجروح طفيفة، من قِبل السكان المحليين بعد ساعتين من وقوع الحادث.
كما شارك في جهود الإنقاذ الجيش الباكستاني والقوات شبه العسكرية الباكستانية رينجرز، بما في ذلك الأطباء العسكريون والمسعفون وسيارات الإسعاف. نُقِل فريق بحث وإنقاذ حضري متخصص جواً من روالبندي للمساعدة في العملية. ووصلت مروحيتان من مولتان لإجلاء الضحايا. وصلت قطارات الإغاثة من الحوادث من صادق آباد وروهري مع الآلات الثقيلة وفرق الإنقاذ. كما أعاقت حرارة الظهيرة جهود الإنقاذ، حيث وصلت درجات الحرارة إلى 44 °م (111 °ف).
نُقِل الضحايا إلى المستشفيات في داهاركي وغوتكي وميربور ماتيلو وأوبورو، حيث أُعلنت حالات الطوارئ. ونُقِل الضحايا المصابين بجروح خطيرة جواً إلى بانو عقيل.

## ما بعد الكارثة
وقال عمران خان إنه «صُدم بحادث القطار المروع» وأمر بإجراء تحقيق. صرح الوزير الفيدرالي للسكك الحديدية عزام خان سواتي أنه جرى إصدار أمر «تحقيق رفيع المستوى» لتحديد كيفية حدوث التصادم، مضيفًا أنه لم يتضح ما إذا كان الحادث ناتجًا عن تخريب أو سوء جودة المسار.
أعلنت السلطات أن أقرب أقارب هؤلاء المتوفين سيحصلون على تعويض بقيمة 1.5 مليون روبية باكستانية (15 لكح PKR 7,900 يورو في عام 2021)، بينما سيتلقى المصابون ما بين 100,000 و 300,000 روبية باكستانية (530 و 1,580 يورو في عام 2021) حسب الإصابة.